# إيميت لين
إيميت لين (بالإنجليزية: Emmett Lynn)‏ هو ممثل أمريكي، ولد في 14 فبراير 1897 في الولايات المتحدة، وتوفي في 20 أكتوبر 1958 بهوليوود في الولايات المتحدة بسبب نوبة قلبية.

## وصلات خارجية
- إيميت لين على موقع IMDb (الإنجليزية)
- إيميت لين على موقع ألو سيني (الفرنسية)
- إيميت لين على موقع أول موفي (الإنجليزية)
- إيميت لين على موقع قاعدة بيانات الأفلام السويدية (السويدية)
- إيميت لين على موقع قاعدة بيانات الفيلم (الإنجليزية)
- إيميت لين على موقع كينوبويسك (الروسية)